# New England Patriots 1990
La stagione 1990 dei New England Patriots è stata la 21ª della franchigia nella National Football League, la 31ª complessiva e la prima e unica con Rod Rust come capo-allenatore. La squadra chiuse con un record di 1–15, il peggiore della lega e della storia della franchigia. Il differenziale negativo di 265 punti (181 segnati, 446 subiti) furono il peggior risultato degli anni novanta.

## Calendario
| 1  | Miami Dolphins         | S 24–27            | Foxboro Stadium      | 0–1                | 45,305             |                    |                    |
| 2  | at Indianapolis Colts  | V 16–14            | Hoosier Dome         | 1–1                | 49,256             |                    |                    |
| 3  | at Cincinnati Bengals  | S 7–41             | Riverfront Stadium   | 1–2                | 56,470             |                    |                    |
| 4  | New York Jets          | S 13–37            | Foxboro Stadium      | 1–3                | 36,724             |                    |                    |
| 5  | Seattle Seahawks       | S 20–33            | Foxboro Stadium      | 1–4                | 39,735             |                    |                    |
| 6  | Settimana di pausa     | Settimana di pausa | Settimana di pausa   | Settimana di pausa | Settimana di pausa | Settimana di pausa | Settimana di pausa |
| 7  | at Miami Dolphins      | S 10–17            | Joe Robbie Stadium   | 1–5                | 62,630             |                    |                    |
| 8  | Buffalo Bills          | S 10–27            | Foxboro Stadium      | 1–6                | 51,959             |                    |                    |
| 9  | at Philadelphia Eagles | S 20–48            | Veterans Stadium     | 1–7                | 65,514             |                    |                    |
| 10 | Indianapolis Colts     | S 10–13            | Foxboro Stadium      | 1–8                | 28,924             |                    |                    |
| 11 | at Buffalo Bills       | S 0–14             | Rich Stadium         | 1–9                | 74,270             |                    |                    |
| 12 | at Phoenix Cardinals   | S 14–34            | Sun Devil Stadium    | 1–10               | 30,110             |                    |                    |
| 13 | Kansas City Chiefs     | S 7–37             | Foxboro Stadium      | 1–11               | 26,280             |                    |                    |
| 14 | at Pittsburgh Steelers | S 3–24             | Three Rivers Stadium | 1–12               | 48,354             |                    |                    |
| 15 | Washington Redskins    | S 10–25            | Foxboro Stadium      | 1–13               | 22,286             |                    |                    |
| 16 | at New York Jets       | S 7–42             | The Meadowlands      | 1–14               | 30,250             |                    |                    |
| 17 | New York Giants        | S 10–13            | Foxboro Stadium      | 1–15               | 60,410             |                    |                    |

## Classifiche
| AFC East             | AFC East | AFC East | AFC East | AFC East | AFC East | AFC East | AFC East | AFC East | AFC East |
|                      | V        | S        | P        | %        | DIV      | CONF     | PF       | PS       | Str.     |
| -------------------- | -------- | -------- | -------- | -------- | -------- | -------- | -------- | -------- | -------- |
| (1) Buffalo Bills    | 13       | 3        | 0        | .813     | 7–1      | 10–2     | 428      | 263      | V1       |
| (4) Miami Dolphins   | 12       | 4        | 0        | .750     | 7–1      | 10–2     | 336      | 242      | V1       |
| Indianapolis Colts   | 7        | 9        | 0        | .438     | 3–5      | 5–7      | 281      | 353      | S1       |
| New York Jets        | 6        | 10       | 0        | .375     | 2–6      | 4–10     | 295      | 345      | V2       |
| New England Patriots | 1        | 15       | 0        | .063     | 1–7      | 1–11     | 181      | 446      | S14      |